# Tituly a vyznamenání Muhammada VI.
Marocký král Muhammad VI. obdržel během svého života řadu vyznamenání a titulů. Od nástupu na trůn v roce 1999 je také nejvyšším představitelem marockých řádů.

## Tituly

Portrét krále na bankovce

Jeho oficiálním titul zní Jeho Veličenstvo král Muhammad Šestý, velitel víry, kéž mu Bůh dopřeje vítězství (arabsky: صاحب الجلالة الملك محمد السادس أمير المؤمنين نصره الله) Pokud vykonává svou funkci velitele Královských ozbrojených sil Maroka, je obecně označován jako vrchní velitel.

## Vyznamenání

### Marocká vyznamenání
Muhammad VI. je od nástupu na trůn dne 23. července 1999 nejvyšším představitelem marockých řádů.
- Řád Muhammada
- Řád trůnu
- Řád Ouissam Alaouite
- Řád boje za nezávislost
- Řád věrnosti
- Řád za vojenské zásluhy

### Zahraniční vyznamenání
- Argentina
  -  velkokříž s řetězem Řádu osvoboditele generála San Martína – 7. prosince 2004
- Bahrajn
  -  velkokříž s řetězem Řádu al-Chalífy – 28.  července 2001[1]
- Belgie
  -  velkokříž Řádu Leopoldova – 5. října 2004 – udělil král Albert II. Belgický za úsilí a iniciativu o reformy v politické a ekonomické oblasti[1]
- Brazílie
  -  velkokříž s řetězem Řádu Jižního kříže – 26. listopadu 2004 – udělil prezident Luiz Inácio Lula da Silva[1]
- Burkina Faso
  -  velkokříž Řádu za zásluhy Burkiny Faso – 1. března 2005 – udělil prezident Blaise Compaoré[1]
- Egypt
  -  velkokříž Řádu Nilu – 28. října 2002 – udělil prezident Husní Mubárak[1]
- Francie
  -  velkokříž Řádu čestné legie – 19.  března 2000
- Gabon
  -  velkodůstojník Řádu rovníkové hvězdy – 7. července 1977
  -  velkokříž Řádu rovníkové hvězdy – 21. června 2004[1]
- Gambie
  -  velkokomtur Řádu republiky – 20. února 2006[1]
- Ghana
  -  společník Řádu ghanské hvězdy – 17. února 2017[2]
- Chile
  -  velkokříž Řádu Bernarda O'Higginse – 3. prosince 2004[1]
- Itálie
  -  velkokříž Řádu zásluh o Italskou republiku – 18. března 1997[3]
  -  velkokříž s řetězem Řádu zásluh o Italskou republiku – 11. dubna 2000[4][1]
- Japonsko
  -  velkokříž Řádu chryzantémy – 7. března 1987
  -  velkokříž s řetězem Řádu chryzantémy – 28. listopadu 2005 – udělil císař Akihito[1]
- Jordánsko
  -  řetěz Řádu al-Husajna bin Alího – 1. března 2000[1]
- Kamerun
  -  velkokříž Řádu za chrabrost – 17.  června 2004[1]
- Katar
  - Řetěz nezávislosti – 25. října 2002 – udělil emír Hamád ibn Chalífa Al Sání[1]
- Konžská republika
  -  velkokříž Řádu za zásluhy – 22. února 2006 – udělil prezident Denis Sassou-Nguesso[1]
- Konžská demokratická republika
  -  velkokříž Řádu národního hrdiny – 28. února 2006[1]
- Kuvajt
  -  řetěz Řádu Mubáraka Velikého – 22. října 2002[1]
- Libanon
  -  speciální třída Řádu za zásluhy – 13. června 2001[1]
- Libye
  -  Řád velkého dobyvatele I. třídy – 2000
- Lotyšsko
  -  velkokříž s řetězem Řádu tří hvězd – 14. května 2007 – udělila prezidentka Vaira Vīķe-Freiberga[1]
- Madagaskar
  -  velkokříž Národního řádu Madagaskaru – 2016
- Mali
  -  velkostuha Národního řádu Mali – 14. června 2000[1]
- Mauritánie
  -  velkokříž Národního řádu za zásluhy – 26. dubna 2000[1]
- Mexiko
  -  řádový řetěz Řádu aztéckého orla – 11. února 2005 – udělil prezident Vicente Fox[1]
- Niger
  -  velkokříž Národního řádu Nigeru – 24. června 2004[1]
- Pákistán
  -  velkokříž Řádu Pákistánu – 19. července 2003
- Peru
  -  Čestná medaile Kongresu Peru – 1. prosince 2004[1]
  -  velkokříž Řádu peruánského slunce – 2005[5]
- Pobřeží slonoviny
  -  velkokříž Národního řádu Pobřeží slonoviny – 2015
- Portugalsko
  -  velkokříž Řádu prince Jindřicha – 26. března 1993[6]
  -  velkokříž Řádu avizských rytířů – 13. srpna 1998[6]
  -  velkokříž s řetězem Řádu svatého Jakuba od meče – 28. června 2016[6]
- Rovníková Guinea
  -  řetěz Řádu nezávislosti – 17. dubna 2009 – udělil prezident Teodoro Obiang Nguema Mbasogo[1]
- Saúdská Arábie
  -  řetěz Řádu krále Abd al-Azíze – 18. května 2007[1]
- Spojené arabské emiráty
  -  řetěz Řádu Zajda – 4. května 2015[7]
- Spojené království
  -  rytíř Podvazkového řádu – 20. března 1995
  -  čestný rytíř velkokříže Královského Viktoriina řádu – 27. října 1980[8]
- Spojené státy americké
  -  Stříbrná hvězda – 21. ledna 2002
  -  vrchní velitel Legion of Merit – 2021[9]
- Sýrie
  -  Řád Umajjovců – 9. dubna 2001[1]
- Španělsko
  -  řádový řetěz Řádu za občanské zásluhy – 2. června 1979 – udělil král Juan Carlos I.[10]
  -  velkokříž Řádu Karla III. – 23. června 1986 – udělil král Juan Carlos I.[11]
  -  velkokříž s řetězem Řádu Isabely Katolické – 16. září 2000 – udělil král Juan Carlos I.[12]
  -  velkokříž s řetězem Řádu Karla  III. – 14. ledna 2005 – udělil král Juan Carlos I.[13]
- Tunisko
  -  velkostuha Řádu republiky – 1987[1]
  -  řetěz Řádu 7. listopadu – 24. května 2000[1]
  -  řetěz Řádu republiky – 31. května 2014